# رودکی (اوکراین)
رودکی (به انگلیسی: Rudky) نام شهری واقع در استان لویو اوکراین است. جمعیت این شهر ۵,۲۷۸ نفر (۲۰۲۱ تخمینی) است.

## نگارخانه

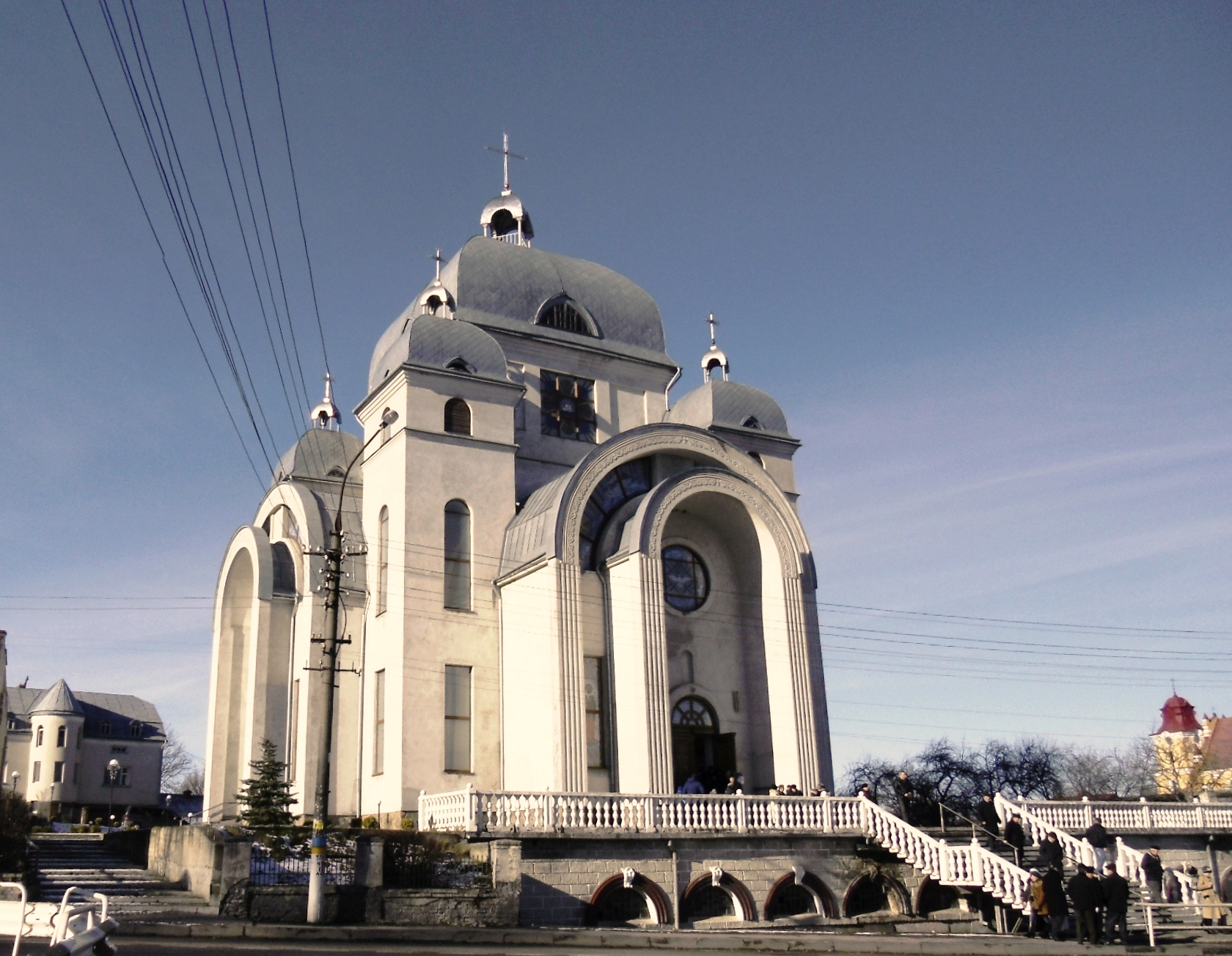
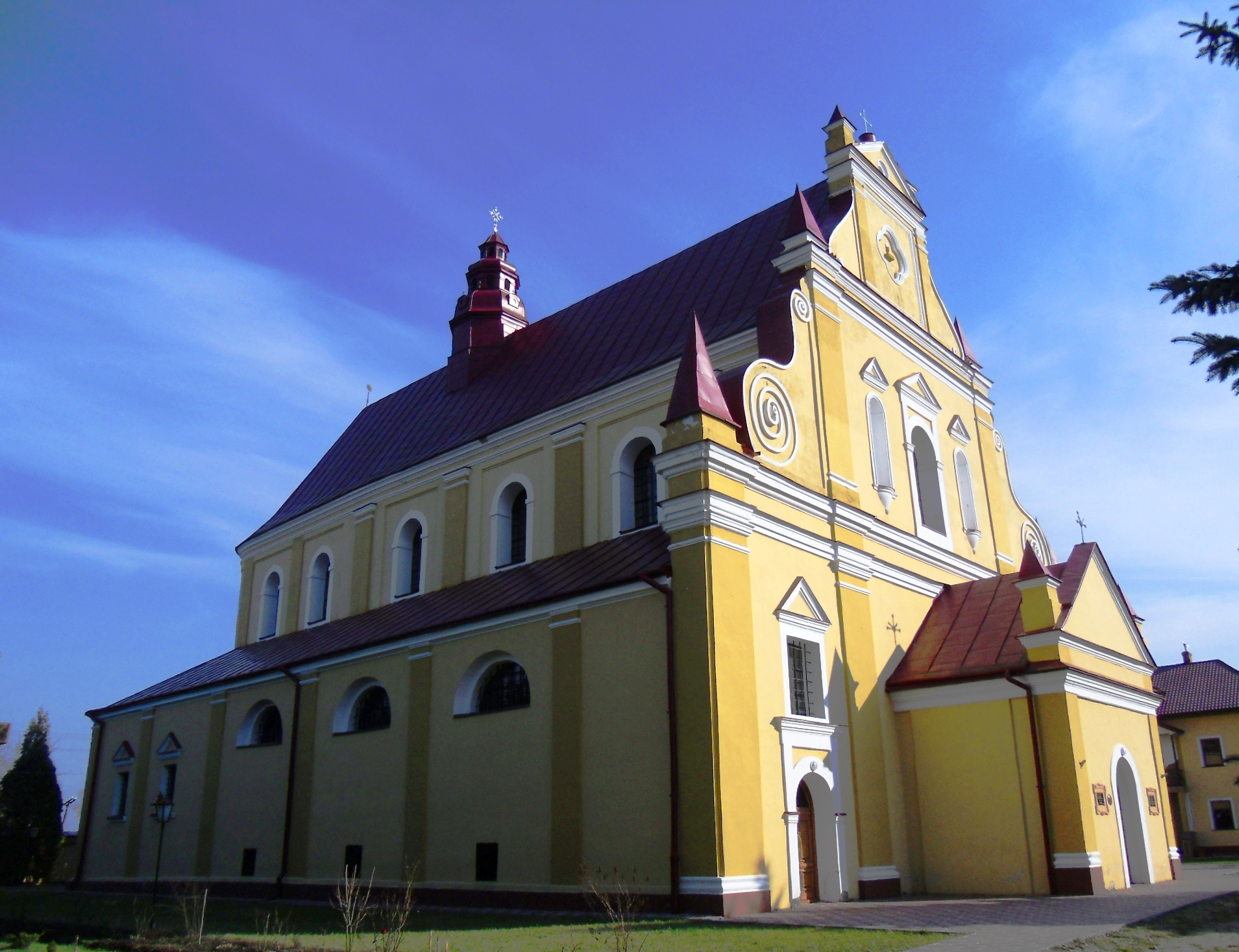
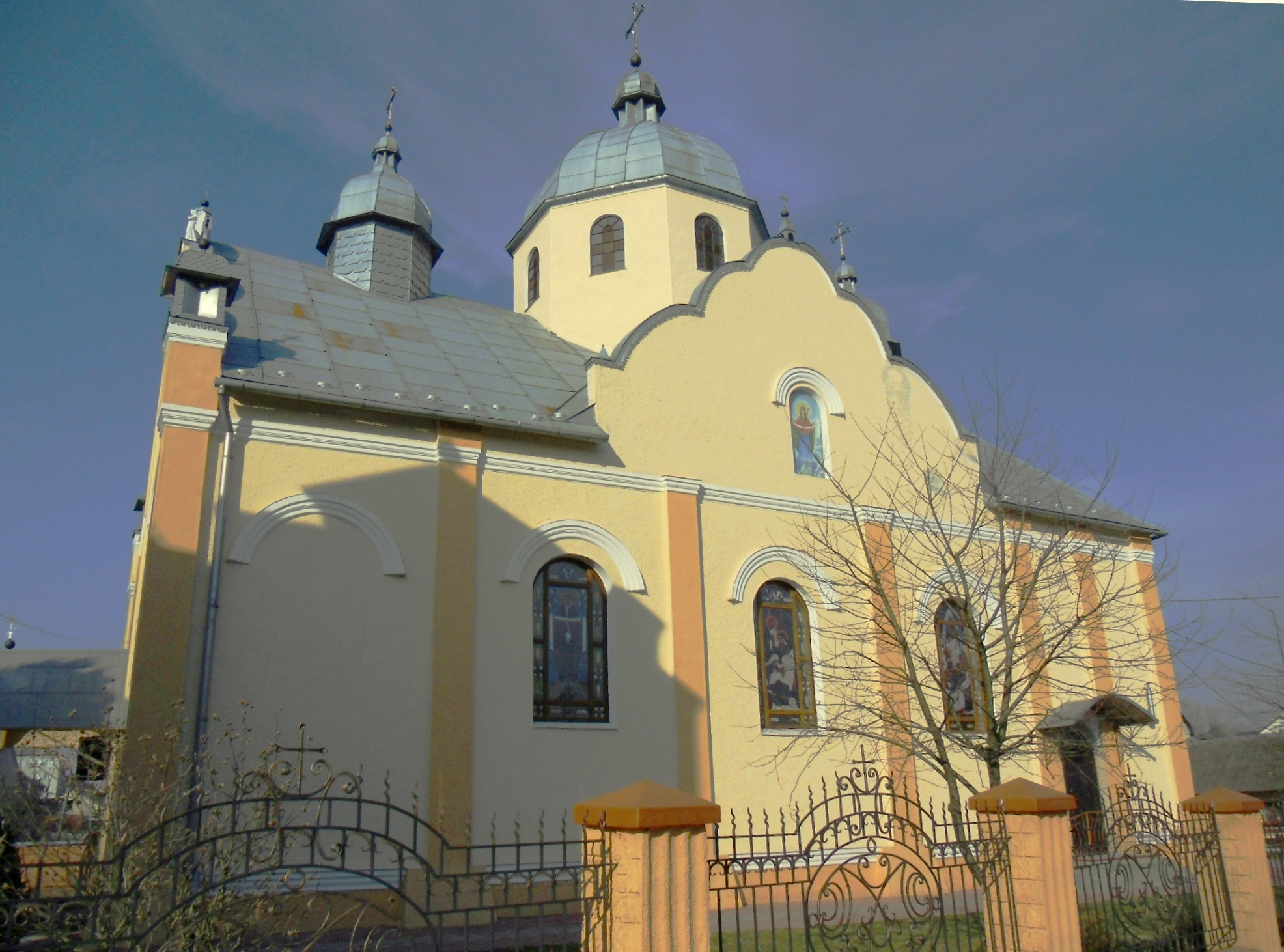